# توپ طلای فیفا ۲۰۱۱
توپ طلای فیفا ۲۰۱۱ سومین مراسم توپ طلای فیفا بود که در ۹ ژانویه ۲۰۱۱ در زوریخ برگزار شد. مجری این برنامه هافبک سابق تیم ملی هلند و برنده سابق توپ طلا رود گولیت بود. در این مراسم لیونل مسی برای سومین بار به عنوان بهترین بازیکن جهان در سال ۲۰۱۱ برگزیده شد و توپ طلای فیفا را از آن خود کرد. ساوا همر بازیکن تیم ملی ژاپن موفق شد عنوان بهترین بازیکن زن جهان را به خود اختصاص دهد. پپ گواردیولا بهترین مربی جهان و نوریو ساساکی بهترین مربی فوتبال زنان شدند.

## رتبه‌بندی
| رتبه | نام بازیکن          | ملیت     | باشگاه                                                 | درصت   |
| ---- | ------------------- | -------- | ------------------------------------------------------ | ------ |
| 1st  | لیونل مسی           | آرژانتین | باشگاه فوتبال بارسلونا                                 | ۴۷٫۸۸٪ |
| 2nd  | کریستیانو رونالدو   | پرتغال   | باشگاه فوتبال رئال مادرید                              | ۲۱٫۶۰٪ |
| 3rd  | ژاوی                | اسپانیا  | باشگاه فوتبال بارسلونا                                 | ۹٫۲۳٪  |
| 4th  | آندرس اینیستا       | اسپانیا  | باشگاه فوتبال بارسلونا                                 | ۶٫۰۱٪  |
| 5th  | وین رونی            | انگلستان | باشگاه فوتبال منچستر یونایتد                           | ۲٫۳۱٪  |
| 6th  | لوییس سوارز         | اروگوئه  | باشگاه فوتبال آژاکس آمستردام باشگاه فوتبال لیورپول     | ۱٫۴۸٪  |
| 7th  | دیگو فورلان         | اروگوئه  | باشگاه فوتبال اتلتیکو مادرید باشگاه فوتبال اینتر میلان | ۱٫۴۳٪  |
| 8th  | ساموئل اتوئو        | کامرون   | باشگاه فوتبال اینتر میلان باشگاه فوتبال آنژی مخاچ‌قلعه  | ۱٫۳۴٪  |
| 9th  | ایکر کاسیاس         | اسپانیا  | باشگاه فوتبال رئال مادرید                              | ۱٫۲۹٪  |
| 10th | نیمار               | برزیل    | باشگاه فوتبال سانتوس                                   | ۱٫۱۲٪  |
| 11th | مسعود اوزیل         | آلمان    | باشگاه فوتبال رئال مادرید                              | ۰٫۷۶٪  |
| 12th | وسلی اسنایدر        | هلند     | باشگاه فوتبال اینتر میلان                              | ۰٫۷۲٪  |
| 13th | توماس مولر          | آلمان    | باشگاه فوتبال بایرن مونیخ                              | ۰٫۶۴٪  |
| 14th | داوید ویا           | اسپانیا  | باشگاه فوتبال بارسلونا                                 | ۰٫۵۳٪  |
| 15th | باستیان شواینشتایگر | آلمان    | باشگاه فوتبال بایرن مونیخ                              | ۰٫۵۰٪  |
| 16th | ژابی آلونسو         | اسپانیا  | باشگاه فوتبال رئال مادرید                              | ۰٫۴۸٪  |
| 17th | سرخیو آگوئرو        | آرژانتین | باشگاه فوتبال اتلتیکو مادرید باشگاه فوتبال منچستر سیتی | ۰٫۴۸٪  |
| 18th | اریک آبیدال         | فرانسه   | باشگاه فوتبال بارسلونا                                 | ۰٫۳۶٪  |
| 19th | دنی آلوز            | برزیل    | باشگاه فوتبال بارسلونا                                 | ۰٫۳۴٪  |
| 20th | کریم بنزما          | فرانسه   | باشگاه فوتبال رئال مادرید                              | ۰٫۳۴٪  |
| 21st | سسک فابرگاس         | اسپانیا  | باشگاه فوتبال آرسنال باشگاه فوتبال بارسلونا            | ۰٫۲۹٪  |
| 22nd | نانی                | پرتغال   | باشگاه فوتبال منچستر یونایتد                           | ۰٫۲۶٪  |
| 23rd | جرارد پیکه          | اسپانیا  | باشگاه فوتبال بارسلونا                                 | ۰٫۲۲٪  |